# Cementerio del Norte (Madrid)
El cementerio del Norte, hoy desaparecido, fue el primero en construirse en la ciudad de Madrid como área de enterramiento localizada fuera de la ciudad (hasta entonces, las inhumaciones tenían lugar en las iglesias, con el consiguiente riesgo de insalubridad). Fue también llamado General del Norte o de la Puerta de Fuencarral. El arquitecto Juan de Villanueva lo construyó en 1809 como camposanto de todos aquellos feligreses de las parroquias de Santa María, Santiago, San Martín, San Ginés, San Ildefonso, San José, San Luis y San Marcos. Juan de Villanueva introdujo el sistema de nichos tomando la idea del cementerio de Père Lachaise (París) y su construcción se extendió desde 1804 hasta 1809. Las obras se interrumpieron durante la guerra de la Independencia.

## Características
El proyecto original, que databa de 1752, fue obra de Manuel Molina. Sin embargo, no se pondría en práctica, terminando por seguirse, con modificaciones, uno de Juan de Villanueva, presentado en 1794.
En su entrada principal (donde actualmente está la calle de Magallanes y en la cercanía de la glorieta de Quevedo) se colocó una monumental cruz de piedra procedente del calvario de Leganitos y que se perdió cuando se demolió el cementerio. En su interior se construyó una capilla neoclásica que sirvió como parroquia y el cementerio tuvo que ampliarse en dos ocasiones.
El recinto estaba compuesto por varios patios descubiertos en cuyas paredes estaban los nichos, y una hermosa capilla en donde sobre todo resaltaba el pórtico de granito de entrada, compuesto por dos columnas y dos pilastras aisladas sobre las que se asentaba el entablamento.

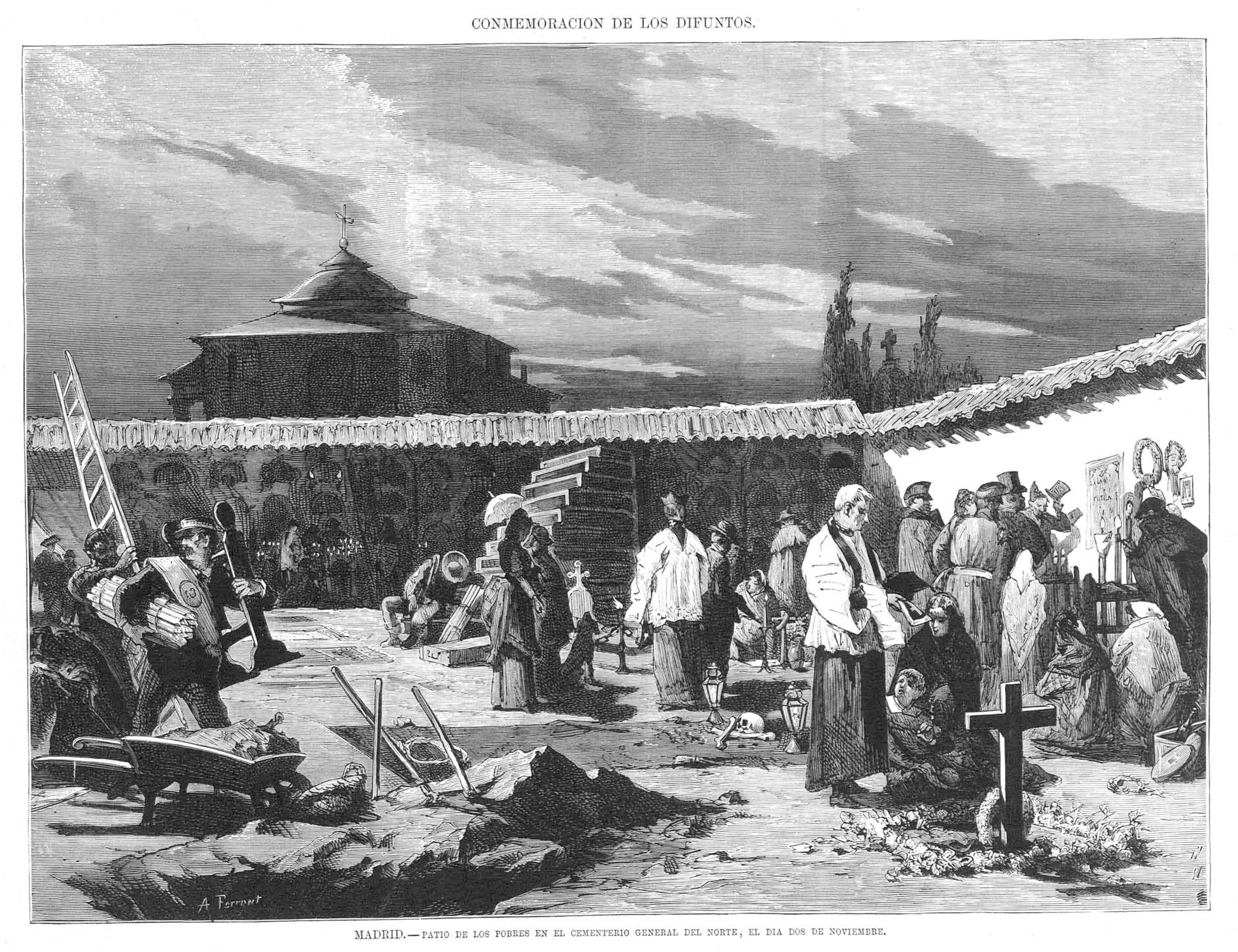
Patio de los pobres en el Cementerio General del Norte, en La Ilustración Española y Americana (1874).

En 1837 fue enterrado en este cementerio Mariano José de Larra, cuyos restos se trasladaron en 1852 al cementerio de San Nicolás (en la calle de Méndez Álvaro, también desaparecido) y actualmente reposa en el cementerio de San Justo. Fue clausurado el 1 de septiembre de 1884. Posteriormente, en 1891 se instaló en la capilla del cementerio la recién creada parroquia de iglesia de Nuestra Señora de los Dolores, en donde estuvo hasta la construcción de su nueva sede en la calle San Bernardo, a comienzos del siglo XX. Debió ser por estas fechas cuando se procedió a la demolición del cementerio.
El cementerio se ubicaba entre las calles de Magallanes, Fernando el Católico, Rodríguez San Pedro y la plaza del Conde del Valle de Súchil. En este terreno en los años 60, la sociedad Vallehermoso levantó una serie de edificios diseñados por el arquitecto Luis Gutiérrez Soto, incluyendo entonces el antiguo Galerías Preciados de Arapiles, actualmente Corte Inglés de Arapiles. 
En una plaza interna localizada entre la plaza del Conde del Valle de Súchil y la calle de San Bernardo, Antonio Mercero rodó en 1972 el mediometraje de La cabina, protagonizado por el actor José Luis López Vázquez.
En 1994 durante las obras de un aparcamiento municipal situado en la calle de Arapiles se encontraron varios restos óseos procedentes del cementerio.